# Dzioborożec czarny
Dzioborożec czarny (Anthracoceros montani) – gatunek dużego ptaka z rodziny dzioborożców (Bucerotidae). Występuje na trzech spośród wysp Archipelagu Sulu (Filipiny), z czego na dwóch być może wymarł. Krytycznie zagrożony wyginięciem.

## Taksonomia
Po raz pierwszy gatunek opisał francuski zoolog Émile Oustalet w 1880. Nowemu gatunkowi nadał nazwę Buceros Montani. Obecnie (2020) Międzynarodowy Komitet Ornitologiczny umieszcza dzioborożca czarnego w rodzaju Anthracoceros. Uznaje go za gatunek monotypowy. Pokrewieństwo dzioborożca czarnego względem innych gatunków Anthracoceros jest niejasne.

## Morfologia
Długość ciała wynosi około 50–70 cm. Upierzenie w większości czarniawe, ogon całkowicie biały. Dziób czarny. Wokół oka widoczna naga czarniawa skóra, podobnie jak u nasady dzioba. Wierzch ciała połyskliwy, ciemnozielony. Tęczówka u samców kremowa, u samic ciemnobrązowa.

## Zasięg, ekologia i zachowanie
Dzioborożce czarne występują na Tawi-Tawi w Archipelagu Sulu (Filipiny). Odnotowywano je również na Jolo w tym samym archipelagu, gdzie być może wymarły; potrzebne są dalsze badania. Na Sanga-Sanga według BirdLife International niemal na pewno wyginęły. Środowiskiem życia dzioborożców czarnych są lasy drzew dwuskrzydlcowatych, zwykle na zboczach gór, jednak dzioborożce występują i na nizinach. Na temat pożywienia ptaków tego gatunku wiadomo niewiele. Ogólnikowe informacje mówią o owocach, jedno źródło wspomina również niewielkie jaszczurki i nasiona. Brak pewnych informacji na temat rozrodu. Być może okres lęgowy zaczyna się w marcu lub kwietniu, jako że widziano we wrześniu parę z młodym osobnikiem. Na Tawi-Tawi dzioborożce czarne gniazdują w dziuplach w wysokich drzewach. Według rdzennych mieszkańców w zniesieniu są dwa jaja, a młode opierzają się w pełni w maju lub czerwcu.

## Status i zagrożenia
IUCN uznaje dzioborożca czarnego za gatunek krytycznie zagrożony wyginięciem (CR, Critically Endangered) nieprzerwanie od 1994 (stan w 2018). W XIX wieku liczebność populacji zaczęła gwałtownie spadać. Prawdopodobnie dzioborożce czarne wymarły na dwóch spośród trzech wysp, na których dawniej występowały. W 1995 lokalna ludność poinformowała o rzekomym odwiedzaniu przez dzioborożce kilku pomniejszych wysepek. Porasta je jednak bardzo niewiele pierwotnych lasów i najpewniej osiadła populacja nie byłaby w stanie się na nich utrzymać. Według publikacji z 1894 na Tawi-Tawi dzioborożce czarne miały być bardzo liczne i przebywać w dużych stadach. Między 1891 a 1971 nie obserwowano tych ptaków; podejrzewano ich wymarcie. W 1971 okazały się jednak być stosunkowo liczne w lasach tworzonych przez dwuskrzydlcowate. W połowie lat 90. XX wieku wyspy Jolo i Sanga-Sanga były całkowicie wylesione. Na Jolo ostatni raz odnotowano dzioborożca czarnego w 1883. W latach 90. XX wieku na Tawi-Tawi dokonano pojedynczych stwierdzeń. Oszacowano wówczas liczebność na niecałe 20 par. W 2016 IUCN ponownie sklasyfikowało gatunek jako krytycznie zagrożony wyginięciem. BirdLife International wskazuje szacunkową liczebność rzędu 40 osobników, z czego około 27 mają stanowić dorosłe.
Zagrożeniem dla dzioborożców czarnych jest wycinka lasów, w tym pod plantacje olejowców gwinejskich, kauczukowców, pola uprawne i kopalnie. W pewnym okresie stosunkowo duży odsetek mieszkańców wyspy miał dostęp do broni palnej, co mogło prowadzić do rozwoju kłusownictwa. W archipelagu Sulu brak formalnie wyznaczonych obszarów chronionych. Prowadzenie działań ochronnych utrudnia działalność militarna w rejonie. W styczniu 2012 na Tawi-Tawi dwóch europejskich ornitologów (Szwajcar i Holender) zostało porwanych przez członków terrorystycznej grupy Abu Sajjafa. Mimo ostrzeżeń ministerstwa przybyli na Tawi-Tawi celem sfotografowania dzioborożców czarnych. Jeden z podróżników uciekł w 2014, drugi został zabity w 2019 podczas próby ucieczki w trakcie ataku wojska na kryjówkę terrorystów. W styczniu 2018 prowadzono na Tawi-Tawi prace terenowe. Zlokalizowano potencjalne miejsce gniazdowania dzioborożców czarnych, jednak niepokojone przez wycinkę ptaki zaprzestały sprawdzania potencjalnej dziupli. Wówczas połać lasu, na której występowały dzioborożce, miała 10 km². Zatrudniono sześciu strażników mających doglądać tego terenu (brak formalnej ochrony) oraz opracowano koncepcję współpracy z lokalną ludnością. Polegała między innymi na sadzeniu drzew owocowych dla dzioborożców.